# Comuna Hrușka, Camenița
Hrușka (în ucraineană Грушка) este o comună în raionul Camenița, regiunea Hmelnîțkîi, Ucraina, formată din satele Hrușka (reședința), Kaștanivka și Runkoșiv.

## Demografie
Componența lingvistică a comunei Hrușka
     Ucraineană (99,32%)
     Alte limbi (0,68%)
Conform recensământului din 2001, majoritatea populației comunei Hrușka era vorbitoare de ucraineană (99,32%), existând în minoritate și vorbitori de alte limbi.